# Golofa tersander
Golofa tersander är en skalbaggsart som beskrevs av Hermann Burmeister 1847. Golofa tersander ingår i släktet Golofa och familjen Dynastidae. Inga underarter finns listade i Catalogue of Life.